# Una canzone d'amore buttata via
Una canzone d'amore buttata via è un singolo del cantautore italiano Vasco Rossi, (Vasco Rossi - Saverio Principini - Saverio Grandi) pubblicato il 1º gennaio 2021 come primo estratto dal diciottesimo album in studio Siamo qui. Il brano debutta alla n.1 della classifica FIMI, riportando Rossi al primo posto oltre 7 anni dopo Cambia-menti.

## Video musicale
Il video, diretto da Pepsy Romanoff e girato presso piazza Maggiore a Bologna, è stato pubblicato il 7 gennaio 2021 sul canale Vevo-YouTube del cantante.

## Tracce
1. Una canzone d'amore buttata via – 4:31

## Formazione
- Celso Valli – arrangiamento, produzione, pianoforte, tastiere
- Saverio Principini - compositore
- Saverio Grandi - compositore
- Giordano Mazzi – programmazioni, tastiere
- Paolo Valli – batteria
- Cesare Chiodo – basso
- Mattia Tedesco – chitarra elettrica, chitarra acustica
- Simone Sello – chitarra solista
- Valentino Corvino – violino, viola
- Vittorio Piombo – violoncello
- Annalisa Giordano – cori

## Classifiche

### Classifiche settimanali
| Classifica (2021) | Posizione massima |
| ----------------- | ----------------- |
| Italia            | 1                 |
| Svizzera          | 28                |

### Classifiche di fine anno
| Classifica (2021) | Posizione |
| ----------------- | --------- |
| Italia            | 92        |